# RV Hugh R. Sharp
Le RV Hugh R. Sharp est un navire océanographique appartenant à Université du Delaware Collège des sciences de la Terre, de la Mer et de l’Environnement  de Lewes, dans le Delaware, exploité en tant que membre du University-National Oceanographic Laboratory System (UNOLS). Il  remplace le RV Cape Henlopen.

## Historique
Avec une longueur de 46 m, le RV Hugh R. Sharp est un navire de recherche de taille moyenne conçu pour les expéditions d’une durée maximale de 21 jours. Le navire passe le plus clair de son temps à travailler dans la région côtière du centre du littoral atlantique. Il a été livré à l’Université du Delaware en décembre 2005 et le premier voyage scientifique a été entrepris en mars 2006 après de longues campagnes de simulation et des étalonnages d’équipement. Il est exploité par un équipage de 8 personnes et peut accueillir un groupe scientifique de 22 personnes pendant 21 jours maximum en mer.
Une des capacités uniques du navire est une quille amovible hydrauliquement qui peut être larguée en transit pour déployer le sonar. Chaque puits de transducteur est monté avec des chargements de matrices sonar spécifiques à la mission, qu’il s’agisse de balayage latéral, de cartographie de surface ou autre.
Le navire a été conçu par Bay Marine Inc. de Barrington, Rhode Island, et a été construit par Dakota Creek Industries à Anacortes dans l'État de Weshington. Le nom du navire est tiré de Hugh R. Sharp (en), un ancien élève de l'Université du Delaware et partisan de longue date des recherches océanographiques de l'Université du Delaware.

### Note et référence
1. ↑  Dakota Creek Industries Inc.
2. ↑  College of Earth, Ocean, and Enviroment

- (en) Cet article est partiellement ou en totalité issu de l’article de Wikipédia en anglais intitulé « RV Hugh R. Sharp » (voir la liste des auteurs).